# Tommy Gorman

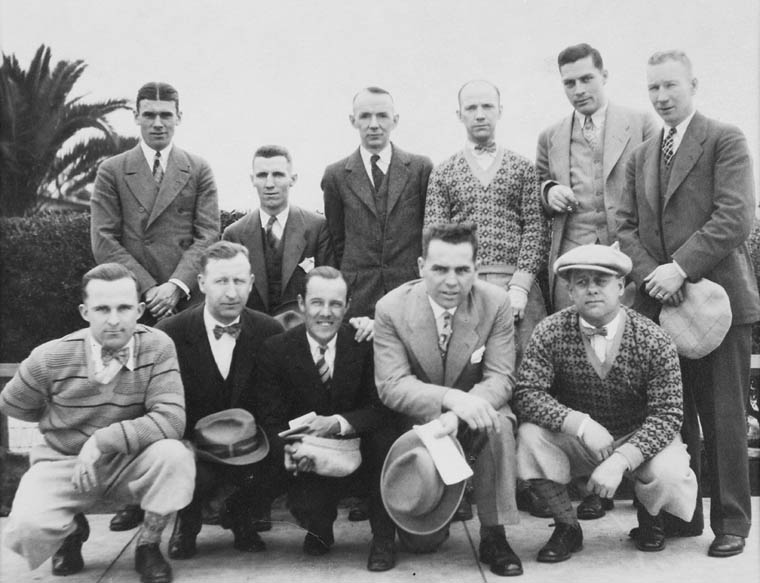
Mannschaftsfoto des New Yorker Eishockeyteams am 12. April 1926 in Toronto. Gorman ist in der vorderen Reihe, zweiter von links

Thomas Patrick „Tommy“ Gorman (* 9. Juni 1886 in Ottawa, Ontario; † 15. Mai 1961 ebenda) war ein kanadischer Sportler und Funktionär. Er war Mitbegründer der National Hockey League (NHL), führte vier Teams insgesamt sieben Mal zum Sieg des Stanley Cups und gewann bei den Olympischen Sommerspielen 1908 die Goldmedaille im Lacrosse.

## Leben
Gorman wurde in Ontario geboren und begann früh mit dem Sport. Bei den Olympischen Sommerspielen 1908 in London wurde ein Wettbewerb im Lacrosse ausgetragen, bei dem zwei Teams teilnahmen. Die Mannschaft des Kanadiers Gorman trat gegen das Team aus Großbritannien an und gewann das einzige Spiel 14:10. Nach der Olympiade spielte er für einige Jahre als Profi. Nach seiner Karriere wurde Gorman Mitarbeiter bei der Zeitung Ottawa Citizen und arbeitete dort bis 1921.
In der Saison 1916/17 fehlten der Eishockeymannschaft Ottawa Senators Spieler und Gorman wurde damit beauftragt, eine wettbewerbstaugliche Mannschaft zusammenzustellen. Er wurde schließlich als Funktionär der Senators eingestellt und spielte als solcher ein Jahr später bei der Gründung der National Hockey League eine Rolle, als sich am 22. November 1917 die Verantwortlichen der Montréal Canadiens, Montreal Wanderers, Ottawa Senators und Quebec Bulldogs zusammenschlossen, um eine eigene Liga zu gründen, da es Unstimmigkeiten innerhalb der National Hockey Association gab. Er übernahm 1917 auch die sportliche Leitung der Ottawa Senators und gewann mit ihnen 1920, 1921 und 1923 den Stanley Cup. Im Jahr 1925 übergab er seinen Posten an Frank Ahearn und wurde Manager und Trainer der New York Americans, womit er das Profi-Eishockey nach New York City brachte.
Er verließ 1929 den New Yorker Verein, um Manager einer Pferderennbahn in Mexiko zu werden. Im Jahr 1932 handelte Gorman aus, dass das australische Rennpferd Phar Lap, welches bis heute für das beste australische Rennpferd aller Zeiten gehalten wird, auf der Rennbahn lief. Es gewann die Prämie und starb kurz darauf unter ungeklärten Umständen. Nachdem der Besitzer der Rennstrecke diese noch im selben Jahr verkaufte, kehrte Gorman dem Pferderennsport den Rücken.
Während der Saison 1932/33 wurde er als Trainer der Chicago Black Hawks eingestellt und führte die Mannschaft vom letzten Platz in dem Jahr, in dem Gorman sie übernahm zu ihrem ersten Stanley-Cup-Gewinn ein Jahr später. Zehn Tage nach dem Triumph trat er zurück und ging nach Montreal, wo er die Montreal Maroons 1935 zum Gewinn des Stanley Cups verhalf. Er ist dadurch der bislang einzige Trainer, der mit unterschiedlichen Mannschaften zwei Mal in Folge den Stanley Cup gewinnen konnte. Er trainierte die Maroons, bis der Verein sich 1938 auflöste. Im Jahr 1940 wurde er Trainer der Montréal Canadiens, mit denen er 1944 und 1946 den Stanley Cup gewinnen konnte.
Gorman übernahm später wieder eine Pferderennbahn, die er leitete, bis er mit 74 Jahren an Krebs starb. Er war der letzte lebende Gründer der NHL und wurde 1963 in die Hockey Hall of Fame aufgenommen, im Jahr 1966 wurde er in die Ottawa Sports Hall of Fame und 1977 noch der Canadian Horse Racing Hall of Fame aufgenommen.